# Cerkiew Smoleńskiej Ikony Matki Bożej w Kołajnach
Cerkiew Smoleńskiej Ikony Matki Bożej – prawosławna cerkiew parafialna w dekanacie kłajpedzkim eparchii wileńskiej i litewskiej Rosyjskiego Kościoła Prawosławnego.
Cerkiew znajduje się we wsi Kołajny, w rejonie kielmskim, okręgu szawelskim. Jest to świątynia drewniana, powstała w 1940 w wyniku przebudowy domu mieszkalnego; w tym samym roku została konsekrowana.